# Gabriele Stauner
Gabriele Stauner, née le 22 avril 1948 à Wolfratshausen, est une femme politique allemande.
Membre de l'Union chrétienne-sociale en Bavière, elle est députée européenne de 1999 à 2004, de 2006 à 2009 et de 2013 à 2014. 